# Piazza Garibaldi (Carpi)
Piazza Garibaldi è una piazza che ha origini medievali nella città di Carpi ed è posta all'estremità sud dell'antico nucleo fortificato cittadino. Risale almeno al XIII secolo.

## Storia
La piazza nacque inizialmente come spazio vicino alla direttrice che dall'antico nucleo della Cittadella, costitituito dal piazzale Re Astolfo, si portava verso la porta a sud (in tempi recenti via Giacomo Matteotti) e fu utilizzata come piazza per il mercato. In breve divenne il punto di arrivo della strada Maestra, che la univa direttamente alla nuova grande piazza che si era formata ad occidente del palazzo dei Pio durante gli accrescimenti urbanistici tardomedievali.

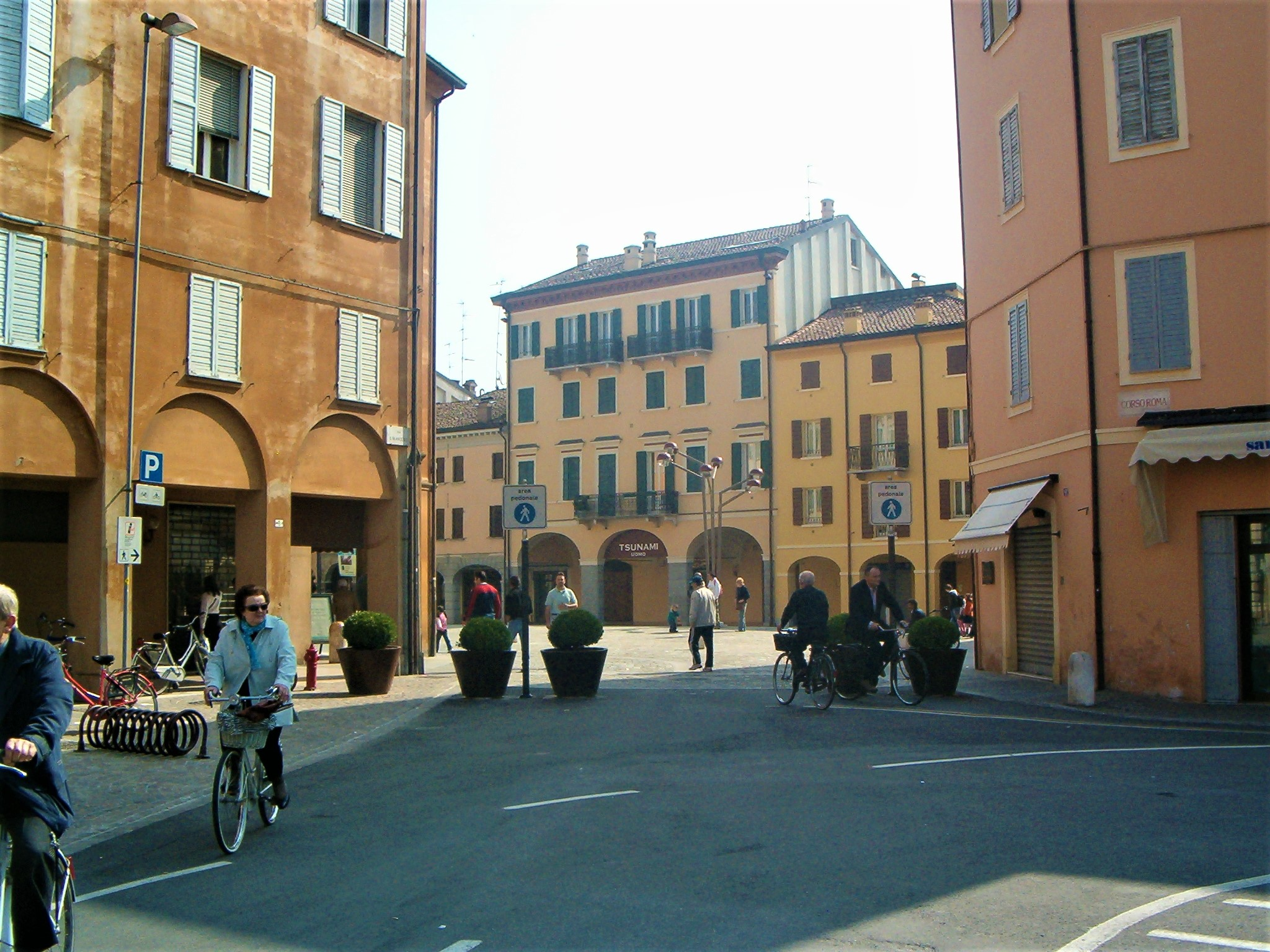
Piazza Garibaldi vista da via San Francesco.

Nel periodo della sua formazione la piazza apparteneva al Borgo Inferiore, detto anche Borgoforte o Borgo di San Giacomo, e solo in seguito quasi tutti i borghi cittadini, che inizialmente avevano una struttura difensiva autonoma, entrarono pienamente a far parte del tessuto urbano quando vennero abbattute le barriere che li separavano tra di loro e fu eretta una cinta muraria che comprese l'intera città rinascimentale.

## Origine del nome
La piazza assunse nel tempo vari nomi:
- piazza del Mercato
- piazza delle Erbe
- piazza Garibaldi, dal XIX secolo (il generale Giuseppe Garibaldi fece una breve sosta in una casa del vicino corso Alberto Pio nel 1859).

## Descrizione
La piazza non ha grandi dimensioni e conserva edifici con portici, in particolare sul suo lato occidentale e su quello settentrionale. 
Attorno agli anni cinquanta al suo centro venne eretta la fontana Flora, opera di Renzo Baraldi, che nel 1973 fu rimossa e posizionata in piazzale Ramazzini ed alcune parti della scultura furono staccate e vennero portate nei musei del palazzo dei Pio.
Lo spazio viene utilizzato per manifestazioni occasionali ed è un luogo per attività commerciali e vita sociale.